# Tadeusz Baranowski (autor komiksów)
Tadeusz Baranowski (ur. 6 stycznia 1945 w Zamościu) – polski artysta malarz i autor komiksów, absolwent Wydziału Grafiki i Malarstwa ASP w Warszawie. Nieoficjalnie, artysta urodził się pół roku wcześniej, 6 sierpnia 1944.
Twórca postaci: Orient Mena, Bąbelka i Kudłaczka, profesorka Nerwosolka i Entomologii Motylkowskiej, Praktycznego Pana, Szlurpa i Burpa.

## Życiorys

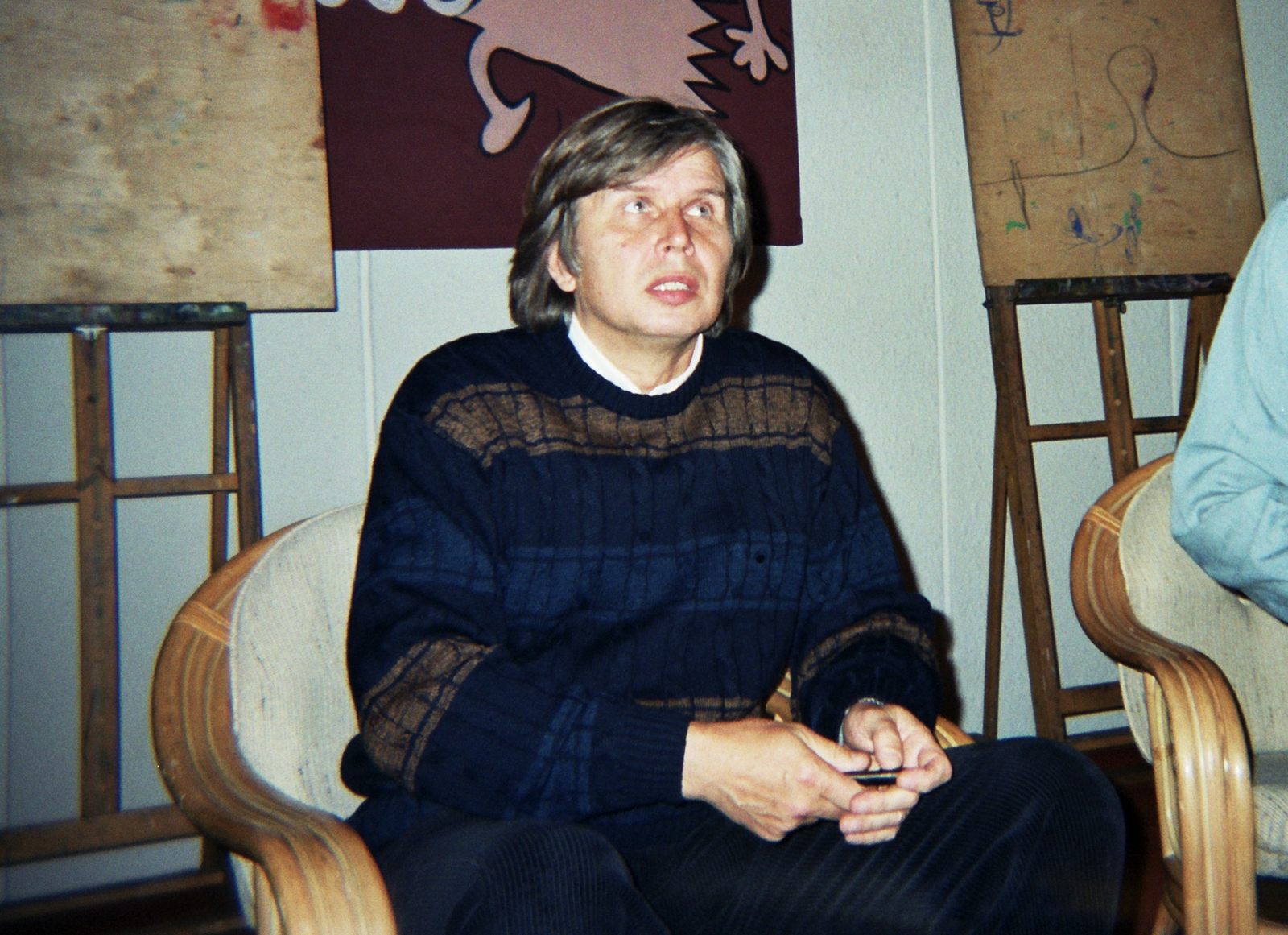
Tadeusz Baranowski na spotkaniu w Łodzi (2000)

Urodził się w Zamościu jako syn artysty rzeźbiarza Eugeniusza Baranowskiego i Stefanii Baranowskiej z domu Duras. Dorastał w Lublinie, gdzie jego ojciec był dyrektorem Liceum Sztuk Plastycznych. Maturę zdał w Męskim Liceum Ogólnokształcącym im. Stanisława Staszica w Lublinie. Studiował w latach 1962–1969 na Wydziale Grafiki i Malarstwa ASP w Warszawie w pracowni prof. Artura Nachta-Samborskiego przejętej przez prof. Aleksandra Kobzdeja. Podczas studiów był pod wpływem Zdzisława Jurkiewicza. W roku 1965 odbył podróż do Paryża. W 1969 obronił na ASP dyplom z wyróżnieniem. Należał do grupy „Aut”.
Po studiach podjął pracę jako grafik. Pracował m.in. w „Przyjaciółce”, „Świecie Młodych”, „Razem” i „Na Przełaj”. Swój pierwszy komiks narysował za namową dziennikarza Jerzego Dąbrowskiego. Ten piekielny Barnaba ukazał się w „Świecie Młodych” w 1975 r. Od roku 1976 w tym czasopiśmie ukazywały się w odcinkach kolejne komiksy Baranowskiego. Jego pierwszy album Na co dybie w wielorybie czubek nosa Eskimosa ukazał się w 1980 r. nakładem Młodzieżowej Agencji Wydawniczej.
W 1984 r. rozpoczął współpracę (w charakterze kolorysty) z Grzegorzem Rosińskim przy serii Thorgal. W tym samym roku nawiązał współpracę z belgijskim wydawnictwem Editions du Lombard. Jego komiksy ukazywały się przez cztery lata w magazynie „Tintin”. Rysował m.in. do tekstów scenarzystów belgijskich, Boma i Jeana Dufaux. W tamtym okresie zrealizował też część ilustracji do ekskluzywnego wydania piosenek Jacques’a Brela, które ukazało się w Belgii i Francji.
W Studiu Filmów Rysunkowych powstały filmy animowane Przygody Profesorka Nerwosolka (1984) i Kosmiczne przygody Profesorka Nerwosolka (1986), w których Baranowski odpowiadał za dialogi oraz opracowanie plastyczne.
Pod koniec lat 80. i w latach 90. pracował jako redaktor graficzny w kilku czasopismach dla dzieci i młodzieży, m.in. „Ja”, „Ty”, „My”, „Juppi!” i „Jupik”. Jego komiksy oraz ilustracje można było oglądać m.in. na łamach magazynów „VideoFan”, „Fantazja”, „Super Boom!” i „Świat Komiksu”.
W roku 2008 powrócił do malarstwa, które porzucił pod koniec lat 70. Przez trzynaście lat stworzył ponad dwieście obrazów. Część z nich prezentowana była na kilkunastu wystawach indywidualnych i zbiorowych. Baranowski tworzy asamblaże. Wykorzystuje drewno, tkaniny, polistyren, farby akrylowe, olejne itp. Jego obrazy znajdują się w zbiorach m.in. warszawskiej Zachęty, warszawskiego Teatru Studio, MKiDN oraz w zbiorach prywatnych.
31 maja 2007 r. został odznaczony przez Ministra Kultury i Dziedzictwa Narodowego Kazimierza Michała Ujazdowskiego za twórczość dla dzieci Srebrnym Medalem „Zasłużony Kulturze Gloria Artis”. Podczas tej samej uroczystości Medale Gloria Artis otrzymali również Henryk Jerzy Chmielewski i Janusz Christa.
W roku 2009 otrzymał Nagrodę Specjalną Ministra Kultury i Dziedzictwa Narodowego Bogdana Zdrojewskiego z okazji jubileuszu 65-lecia urodzin w uznaniu zasług dla kultury polskiej.
Antresolka Profesorka Nerwosolka znalazła się w książce 1001 Comics You Must Read Before You Die Paula Gravetta.
W roku 2010 Agencja Reklamowo-Filmowa Human Ark podpisała kontrakt na produkcję pełnometrażowego  filmu animowanego na podstawie komiksu Podróż Smokiem Diplodokiem. Film Smok Diplodok miał premierę kinową 4 października 2024 roku. Z tej okazji wydano wiele gadżetów związanych z filmem, m.in. klocki Mini Waffle (Marioinex), puzzle (Trefl), bluzy i t-shirty (Mr. Gugu & Miss Go), pluszaki i poduszki (Deef), zestawy artystyczne, breloki i magnesy (Starpak), kolorowanki, malowanki i kolorowanki z naklejkami (Trefl Books), skarpetki (Many Mornings), plakaty kolekcjonerskie (Fine Art Prints).
W 2011 roku premierę miał film dokumentalny Antresolka Profesorka Nerwosolka.
Mieszkał w Warszawie przy ul. Rozłuckiej 4/26.
14 września 2024 roku podczas 35. Międzynarodowego Festiwalu Komiksu i Gier otrzymał Złoty Puchar – Nagrodę im. Janusza Christy.
Nominowany do Galerii Sław (Hall of Fame Award 2025) w kategorii Najlepszy artysta Europejskiego Stowarzyszenia Science Fiction (ESFS).
28 czerwca 2025 roku podczas otwarcia wystawy "Powroty" artysta otrzymał Medal Zasłużony dla Miasta Lublin.

## Publikacje

### Wydawnictwa albumowe
- Skąd się bierze woda sodowa – MAW 1982, MAW 1983, DSW Omnibus 1989, Egmont 2004 (wyd. rozszerzone)[18], Ongrys 2012 (wyd. rozszerzone)[19], Ongrys 2015 (wyd. rozszerzone)[20], Ongrys 2017 (wyd. rozszerzone), Ongrys 2018 (wyd. rozszerzone), Ongrys 2021 (wyd. rozszerzone), Ongrys 2023 (wyd. rozszerzone, format powiększony)[21][22][23], Ongrys 2024 (wyd. rozszerzone, format powiększony)[24]
- Na co dybie w wielorybie czubek nosa Eskimosa – MAW 1980, MAW 1983, MAW 1984, MAW 1985[25], Kultura Gniewu 2018, Kultura Gniewu 2019, Kultura Gniewu 2020, Kultura Gniewu 2022 (format powiększony)[26], Kultura Gniewu 2024 (format powiększony, do pierwszych 100 zamówień dodawana naklejka z ilustracją autora i autografem)
- 3 przygody Sherlocka Bombla – Interpress 1984, Kultura Gniewu/Zin Zin Press 2004, Kultura Gniewu 2019[27]
- W pustyni i w paszczy (obrazki do kolorowania) – MAW 1984, Ongrys 2010[28], Ongrys 2017, Ongrys 2024[29]
- Antresolka profesorka Nerwosolka – MAW 1985, MAW 1987, Egmont 2003 (wyd. rozszerzone)[30], Ongrys 2014 (wyd. rozszerzone), Ongrys 2016 (wyd. rozszerzone), Ongrys 2018 (wyd. rozszerzone), Ongrys 2020 (wyd. rozszerzone), Ongrys 2022 (wyd. rozszerzone)[31][32], Ongrys 2024 (wyd. rozszerzone, format powiększony)[33]
- Podróż smokiem Diplodokiem – MAW 1986[34], MAW 1988[35], Manzoku 2005 (wyd. rozszerzone)[36], Ongrys 2015 (wyd. rozszerzone)[37], Ongrys 2015 (wyd. rozszerzone), Ongrys 2017 (wyd. rozszerzone), Ongrys 2019 (wyd. rozszerzone), Ongrys 2021 (wyd. rozszerzone), Ongrys 2023 (wyd. rozszerzone, format powiększony)[38][39], Ongrys 2024 (wyd. rozszerzone, format powiększony)[40]
- Jak ciotka Fru-Bęc uratowała świat od zagłady – DHW Akapit 1989, Ongrys 2017, Ongrys 2019
- Przepraszam, remanent – Bea 1990, Ongrys 2017[41]
- Ecie-pecie o wszechświecie, wynalazku i komecie – Story 1990 (2 tomiki), Ongrys 2021 (wydanie zbiorcze, okładka w 2 wariantach)[42], Ongrys 2025 (wydanie zbiorcze, okładka w 2 wariantach)[43]
- Historia wyssana z sopla lodu (scenariusz: Jean Dufaux) – Unipress 1991, Ongrys 2021
- To doprawdy kiepska sprawa, kiedy Bestia się pojawia (scenariusz: Anna Baranowska) – Rok Corporation 1992, Ongrys 2010, Ongrys 2016, Ongrys 2019
- Orient Men: Forewer na zawsze – Egmont 2002[44]
- Orient Men: Śmieszy, tumani, przestrasza – Ongrys 2015 (wyd. rozszerzone albumu Orient Men: Forewer na zawsze)[45], Ongrys 2017[46], Ongrys 2020, Ongrys 2024 (format powiększony)[47][48]
- Porady Praktycznego Pana – Egmont 2003, Ongrys 2020 (wyd. rozszerzone)[49], Kultura Gniewu 2024 (wyd. rozszerzone, format powiększony)
- O zmroku – Kultura Gniewu 2005
- Bezdomne wampiry – Kultura Gniewu 2012
- Bezdomne wampiry o zmroku – Kultura Gniewu 2017 (wydanie zbiorcze albumów O zmroku oraz Bezdomne wampiry, okładka Tomasz Lew Leśniak)[50], Kultura Gniewu 2022 (wyd. rozszerzone, okładka autora, format powiększony)[51]
- Do bani z takim komiksem! – Kultura Gniewu 2020 (niekolekcjonerskie wznowienie albumu Tffffuj! Do bani z takim komiksem!)[52]
- Dymki z Tintina jak dymek z komina – Kultura Gniewu 2020 (zbiór komiksów z belgijskiego magazynu komiksowego „Tintin” z lat 1984–1987)
- Naukowa to jest kwestia, znowu się zjawiła bestia – Ongrys 2021 (kontynuacja komiksów Jak ciotka Fru-Bęc uratowała świat od zagłady oraz To doprawdy kiepska sprawa, kiedy Bestia się pojawia)
- Rysowanie na kolanie – Ongrys 2022 (antologia szkiców)
- Dramatyczne wydarzenia opisane od niechcenia – Ongrys 2024 (pierwsze wydanie zbiorcze komiksów Przygody twistującego słonia Twisti i komiksów z czasopisma „Miś” z dodatkami w postaci m.in. szkiców i wstępem autora, do wyczerpania dodawana nowa wersja kolorowanki Wesołe miasteczko)[53]
- A więc, Fru-Bęc! Trzeba wierzyć, że ta bestia to jest tylko czasu kwestia (wydanie zbiorcze komiksów Jak ciotka Fru-Bęc uratowała świat od zagłady, To doprawdy kiepska sprawa, kiedy Bestia się pojawia, Naukowa to jest kwestia, znowu się zjawiła Bestia, do pierwszych 500 egzemplarzy dodawana kolorowanka Jak ciotka Fru-Bęc uratowała świat od zagłady)

### Wydawnictwa kolekcjonerskie (numerowane)
- Tffffuj! Do bani z takim komiksem! – Orient Men i Spółka 2005 (wyd. numerowane kolekcjonerskie – 550 szt.)[54][55]
- Zeszyty Baranowskiego#1: W pustyni i w paszczy – nakładem autora 2008 (wyd. kolekcjonerskie w nakładzie kilkudziesięciu egzemplarzy)
- Zeszyty Baranowskiego#2: Ten piekielny Barnaba, Komiksy z Misia – nakładem autora 2008 (wyd. kolekcjonerskie w nakładzie kilkudziesięciu egzemplarzy)
- Zeszyty Baranowskiego#3: Przygody twistującego słonia Twisti, Robin Wschód – nakładem autora 2008 (wyd. kolekcjonerskie w nakładzie kilkudziesięciu egzemplarzy)
- Zeszyty Baranowskiego#4: Moje komiksy po francusku cz.1 – nakładem autora 2009 (wyd. kolekcjonerskie w nakładzie kilkudziesięciu egzemplarzy)
- Zeszyty Baranowskiego#5: Moje komiksy po francusku cz.2 – nakładem autora 2009 (wyd. kolekcjonerskie w nakładzie kilkudziesięciu egzemplarzy)
- Skąd się bierze woda sodowa – Ongrys, Sklep.gildia.pl oraz Atropos 2010 (wyd. kolekcjonerskie w płóciennej oprawie i z dodatkami)[20][21]
- Na wypadek wszelki woda, soda i Bąbelki (oraz Kudłaczki) – Ongrys oraz Orient Men i Spółka 2010 (wyd. numerowane kolekcjonerskie – 550 szt.)
- Antresolka profesorka Nerwosolka – Ongrys, Sklep.gildia.pl 2012 (wyd. kolekcjonerskie w płóciennej oprawie i z dodatkami – 440 szt.)[56][57][58]
- Jak ciotka Fru-Bęc uratowała świat od zagłady / To doprawdy kiepska sprawa, kiedy bestia się pojawia – Ongrys 2017 (wyd. kolekcjonerskie w płóciennej oprawie i z dodatkami)
- Porady Praktycznego Pana – Ongrys 2020 (wyd. kolekcjonerskie w płóciennej oprawie i z dodatkami – 300 szt.)[59]
- Naukowa to jest kwestia, znowu się zjawiła bestia – Ongrys 2021 (wyd. kolekcjonerskie z rysunkiem i pocztówkami)[60]
- Prapradziadka Hieronima opowieści dziwnej treści, czyli Skąd się bierze woda sodowa – Ongrys 2022 (wyd. kolekcjonerskie w płóciennej oprawie i z dodatkami, format powiększony, w 2 wersjach: kolorowej w nakładzie 600 egzemplarzy numerowanych i czarno-białej w nakładzie 400 egzemplarzy numerowanych – dodatki w obu wersjach kolorowe)[20][61]
- Plakaty kolekcjonerskie Tadeusza Baranowskiego – FineArtPrints.pl 2023 (wydane w nakładzie po 250 szt., każdy egzemplarz numerowany – hologram z numerkiem serii, niewielka część nakładu sygnowana własnoręcznie przez artystę)

## Wystawy
- 1969–1971 – wystawy zbiorowe w kraju i za granicą, m.in. Wystawa Studentów Warszawskiej ASP (Helsinki), Najmłodsze Pokolenie (Galeria Współczesna, Warszawa), IX Debiut Absolwentów ASP  (Stara Kordegarda, Warszawa), Wystawa Polskiej Sztuki Współczesnej  (Berlin Zachodni), Grupa AUT (Galeria Sztuki MDM, Warszawa), Młode Pędy (BWA Lublin), Ogólnopolska Wystawa Młodego Malarstwa, Rzeźby i Grafiki (BWA Sopot), Wystawa Młodych (Galeria Sztuki MDM, Warszawa), V Jubileuszowy Festiwal Polskiego Malarstwa Współczesnego' (Szczecin), III Festiwal Sztuk Pięknych (Warszawa), VI Festiwal Sztuk Pięknych (Zachęta, Warszawa).
- 1988 – Wystawa zbiorowa komiksu polskiego na Le Festival International de la bande dessinée de Sierre (Szwajcaria).
- 1998 – La bande dessinée en Pologne 1919-1998 (lipiec–sierpień: Château de Saint-Auvent; listopad: Maison du Limousin, Paryż).
- 1999 – Od szalonego Grzesia do Jeża Jerzego. 80 lat cyklicznych historyjek obrazkowych w Polsce, Biblioteka Narodowa w Warszawie.
- 2000 – La bande dessinée en Pologne 1919-1998, galeria Trois Notre Dame podczas Międzynarodowego Festiwalu Komiksu w Angoulême.
- 2009 – Siusiu w torcik – V prezentacje wyboru prac ze zbiorów warszawskiej Zachęty.
- 2010 – Mistrzowie polskiego komiksu, Galeria Chimera, Łódź.
- 2013 – Powrót, SOHO Factory, Warszawa. Noc Muzeów.
- 2013 – Komiks polski i jego twórcy, Galeria Orient, Szczecin.
- 2014 – Asamblaże, Galeria Remedium, Łódź.
- 2015 – Podświadomość, Galeria New Atelier Design, Warszawa.
- 2017 – Komiksowa Polska, Kulturhuset Stadsteatern, Stockholm International Comics Festival.
- 2018 – Teraz komiks!, Muzeum Narodowe w Krakowie.
- 2018 – Stany umysłu II, Związek Polskich Artystów Plastyków w Warszawie.
- 2018 – Wystawa zbiorowa malarstwa z kolekcji Galerii Retroavangarda, Warszawa.
- 2019 – La bande dessinée polonaise au SoBD à Paris, Le Salon de la BD à Paris 2019[62].
- 2019 – 100 Jahre polnischer Comic. Ikonen der Popkultur im Original, Polnisches Institut Berlin.
- 2020 – Slovo a obraz. Súčasný poľský komiks, Instytut Polski w Bratysławie[63].
- 2020–2021 – Польский комикс на фестивале «КомМиссия» в Москве, Moskwa[64].
- 2020–2021 – Miejsce w dymku,  BWA Jelenia Góra[65].
- 2022 – Retrospektywa. Pokolenie '45, Galeria Lufcik, Warszawa.
- 2023 – Tadeusz Baranowski. Malarstwo nieoczywiste, Galeria Tyle Światów, Oświęcim.
- 2023 – Tadeusz Baranowski. Malarstwo, Galeria DAP, Warszawa.
- 2024 – Tadeusz Baranowski. Malarstwo, Street Gallery, Ostrów Wielkopolski.
- 2024 – El cómic polaco aterriza en Barcelona, Comic Barcelona.
- 2024–2025 –Tadeusz Baranowski. Śmieszy, tumani, przestrasza, Centrum Komiksu i Narracji Interaktywnej, Łódź.
- 2025 – Powroty. Malarstwo Tadeusza Baranowskiego, Stowarzyszenie LBNkomix, Lublin.